# Marcus Off
Marcus Off (* 29. Juni 1958 in Überlingen) ist ein deutscher Schauspieler und Synchronsprecher.

## Leben und Karriere
Er wuchs in Lindau und Altensteig auf und machte in München sein Abitur. Er besuchte das Schauspielerausbildungsinstitut HB Studio in New York.
Er lieh seine Stimme unter anderem Joe Flanigan in Stargate Atlantis, Johnny Depp in Pirates of the Caribbean I–III, Simon Baker in The Mentalist, Karl Urban in Der Herr der Ringe sowie Steve Coogan in In 80 Tagen um die Welt und Das Alibi. Bekannt wurde er vor allem durch sein Erscheinen in diversen deutschsprachigen Seifenopern und Fernsehserien wie beispielsweise der Lindenstraße, wo er von Februar 1986 (Folge 9) bis Mai 2019 (Folge 1718) mit teilweise sehr langen Unterbrechungen den intriganten Geschäftsmann und Hausverwalter Phil Seegers spielte.
Nachdem Marcus Off für die ersten drei Teile der Pirates-of-the-Caribbean-Reihe die deutsche Stimme von Johnny Depp war, wurde er für den vierten Teil, Pirates of the Caribbean – Fremde Gezeiten, nicht mehr eingesetzt, da es zu Meinungsverschiedenheiten bezüglich des Honorars mit dem produzierenden Studio Disney kam. So lehnte Disney den Anspruch Offs auf weitere Beteiligung auf Grundlage des § 32a UrhG – „Bestsellerparagraf“ – ab. Off forderte für die Film-Synchronisation der ersten drei Teile des Millionenerfolgs mehr als die bisher bezahlten 9306,14 Euro. Am 10. Mai 2012 erzielte Off vor dem Bundesgerichtshof einen Zwischenerfolg. Am 1. Juni 2016 entschied das Kammergericht Berlin, dass Off das Zehnfache seiner ursprünglichen Gage zustehe, womit sein Nachvergütungsanspruch nach acht Jahren vorläufig bestätigt wurde. Im April 2017 wurde das Urteil rechtskräftig.

## Filmografie
- 1986–1987, 1994–1998, 2002–2019: Lindenstraße (Fernsehserie)
- 1989: Es ist nicht leicht, ein Gott zu sein
- 1995: Entführung aus der Lindenstraße (Fernsehfilm)
- 1996: So ist das Leben! Die Wagenfelds (Fernsehserie, 2 Folgen)
- 1996: Alle meine Töchter (Fernsehserie, 1 Folge)
- 1997: T.V. Kaiser (Fernsehserie, 1 Folge)
- 1997: Die Apothekerin
- 1998: Die Wache (Fernsehserie, 1 Folge)
- 1998: OP ruft Dr. Bruckner (Fernsehserie, 1 Folge)
- 1998: St. Angela (Fernsehserie, 1 Folge)
- 1999: Stadtklinik (Fernsehserie, 1 Folge)
- 1999: Die hohe Kunst des Seitensprungs (Fernsehfilm)
- 1999–2001: Marienhof (Fernsehserie, 11 Folgen)
- 1999–2003: SOKO München (Fernsehserie, 2 Folgen, verschiedene Rollen)
- 2000: Herzschlag – Das Ärzteteam Nord (Fernsehserie, 1 Folge)
- 2007: Die Rosenheim-Cops (Fernsehserie, 1 Folge)
- 2007: Lamento
- 2009: Ihr Auftrag, Pater Castell (Fernsehserie, 1 Folge)

## Synchronisation (Auswahl)
Michael Sheen
- 1995: Othello als Lodovico
- 2005: Königreich der Himmel als Priester
- 2008: Frost/Nixon als David Frost
- 2009: The Damned United – Der ewige Gegner als Brian Clough
- 2010: Unthinkable – Der Preis der Wahrheit als Steven Arthur Younger
- 2013: Der Abenteurer – Der Fluch des Midas als Charity
- 2015: Am grünen Rand der Welt als William Boldwood
- 2016: Nocturnal Animals als Carlos Holt
- 2017: Im Zweifel glücklich als Craig Fisher
- 2017: Liebe zu Besuch als Austen
- 2018: Apostle als Malcom Howe
- 2019: The good fight als Roland Blum
- 2020: Die fantastische Reise des Dr. Dolittle als Dr. Blair Müdfly

Johnny Depp
- 2000: Bevor es Nacht wird als Lt. Victor/Bon Bon
- 2003: Fluch der Karibik als Captain Jack Sparrow
- 2006: Pirates of the Caribbean – Fluch der Karibik 2 als Captain Jack Sparrow
- 2007: Pirates of the Caribbean – Am Ende der Welt als Captain Jack Sparrow
- 2011: The Rum Diary als Paul Kemp

Steve Coogan
- 2004: In 80 Tagen um die Welt als Phileas Fogg
- 2006: Alibi – Ihr kleines schmutziges Geheimnis ist bei uns sicher als Ray Elliot
- 2006: Marie-Antoinette als Botschafter Mercy
- 2011: Our Idiot Brother als Dylan
- 2012: Ruby Sparks – Meine fabelhafte Freundin als Langdon Tharp
- 2013: The Look of Love als Paul Raymond
- 2015: Minions als Professor Flux
- 2015: Happyish als Thom Payne
- 2016: Regeln spielen keine Rolle als Col. Briggs
- 2017: The Dinner als Paul Lohman
- 2018: Ideal Home als Erasmus
- 2022: The Lost King als John Langley

Laurent Lafitte
- 2012: Ein Mordsteam als Francois Monge
- 2012: Birdsong – Gesang vom großen Feuer als Rene Azaire
- 2012: F.B.I. als Perkins
- 2013: Wie in alten Zeiten als Vincent Kruger
- 2013: Die schönen Tage als Julien
- 2013: Der Schaum der Tage als Firmendirektor
- 2015: Mama gegen Papa – Wer hier verliert, gewinnt als Vincent Leroy
- 2016: Elle – als Patrick
- 2016: Glücklich geschieden als Leroy
- 2021: Ein Mordsteam ermittelt wieder als Francois Monge
- 2023: Tapie als Bernard Tapie

Paddy Considine
- 2002: In America als Johnny
- 2005: Das Comeback als Mike Wilson
- 2007: Das Bourne Ultimatum als Simon Ross
- 2009: Der Schrei der Eule als Robert Forrester
- 2012: Now Is Good – Jeder Moment zählt als Mr. Scott
- 2013: The World’s End als Steven Prince
- 2015: Im Himmel trägt man hohe Schuhe als Jago
- 2018: Informer als Gabe Waters

Yvan Attal
- 1995: Sex, Lügen und Intrigen als Yves
- 2005: München als Tony
- 2006: Die Schlange als Vincent Mandel
- 2009: Die Affäre als Samuel
- 2009: Lösegeld – Wie viel ist dein Leben wert als Stanislas Graff
- 2009: Von Liebe und Bedauern als Mathieu Liévin
- 2012: Do Not Disturb als Ben Azuelos
- 2014: 137 Karat – Ein fast perfekter Coup als Simon
- 2016: Die Super-Cops – Allzeit verrückt! als Victor
- 2020: Der Hund bleibt als Henry Mohen
- 2021: Last Train to Christmas als Tony Towers
- 2022: Maestros – zwei Meister eines Faches als Denis Dumar
- 2022: Die Gewerkschafterin als Luc Oursel

### Filme
- 1991: Prinzessin Fantaghirò – Tomás Valík als Ivaldo
- 1992: Wiedersehen in Howards End – Samuel West als Leonard Bast
- 1992: Prinzessin Fantaghirò II – Tomás Valík als Ivaldo
- 1994: Farinelli – Stefano Dionisi als Farinelli
- 1998: Die rote Violine – Jason Flemyng als Frederick Pope
- 1998: Das Gegenteil von Sex – Martin Donovan als Bill Truitt
- 2000: Almost Famous – Fast berühmt – Jason Lee als Jeff Bebe
- 2002: Der Herr der Ringe: Die Zwei Türme – Karl Urban als Eomer
- 2003: Verschleppt – Antonio Banderas als Carlos Rueda
- 2003: Das Johannes-Evangelium – Henry Ian Cusick als Jesus Christus
- 2003: Der Herr der Ringe: Die Rückkehr des Königs – Karl Urban als Eomer
- 2003: The Missing – Val Kilmer als Lt. Jim Ducharme
- 2005: London – Liebe des Lebens? – Jason Statham als Bateman
- 2005: Todeshochzeit – Nikolaj Lie Kaas als Jakob
- 2005: 2046 – Tony Leung Chiu Wai als Chow Mo Wan
- 2005: Wonderland – Val Kilmer als John Holmes
- 2005: Der ewige Gärtner – Ralph Fiennes als Justin Quayle
- 2005: Glück in kleinen Dosen – Ralph Fiennes als Bürgermeister Michael Ebbs
- 2006: Land of the Blind – Ralph Fiennes als Joe
- 2006: Das Omen – Richard Rees als Dr. Greer
- 2006: Black Book – Thom Hoffman als Hans Akkermans
- 2006: Der Hades-Faktor – Jonathan Higgins als Culver
- 2007: Die letzte Legion – Alexander Siddig als Theodorus Andronikus
- 2007: Die Liebe in den Zeiten der Cholera – Benjamin Bratt als Dr. Juvenal Urbino
- 2007: Sterben für Anfänger – Matthew Macfadyen als Daniel
- 2007: Bedingungslos – Nikolaj Lie Kaas als Sebastian
- 2007: Persepolis – Simon Abkarian als Ebi, Marjanes Vater
- 2008: Milk – Josh Brolin als Dan White
- 2009: Beim Leben meiner Schwester – Jason Patric als Brian Fitzgerald
- 2009: The Lodger – Simon Baker als Malcolm
- 2009: Not Forgotten – Du sollst nicht vergessen – Simon Baker als Jack Bishop
- 2010: So spielt das Leben – Rob Huebel als Ted
- 2011: Die Eiserne Lady – Iain Glen als Alfred Roberts
- 2011: Ein Cosmo & Wanda Movie: Werd’ erwachsen Timmy Turner! – David Lewis als Denzel Crocker
- 2011: Rum Diary – Johnny Depp als Paul Kemp
- 2011: Der große Crash – Margin Call – Simon Baker als Jared Cohen
- 2011: Morning Glory – Ty Burrell als Paul McVee
- 2012: Cosmo & Wanda – Ziemlich verrückte Weihnachten – David Lewis als Denzel Crocker
- 2012: Asterix & Obelix – Im Auftrag Ihrer Majestät – Guillaume Gallienne als Teefax
- 2013: Maman und ich – Guillaume Gallienne als Guillaume/Maman
- 2013: Das hält kein Jahr…! – Simon Baker als Guy
- 2013: Wie der Wind sich hebt – Mansai Nomura als Caproni
- 2013: Der Butler – Colman Domingo als Freddie Fallows
- 2013: 47 Ronin – Hiroyuki Sanada als Ōishi Kuranosuke
- 2016: Ride Along: Next Level Miami – Benjamin Bratt als Antonio Pope
- 2016: Meine Zeit mit Cézanne – Guillaume Gallienne als Paul Cézanne
- 2018: Bad Samaritan – Im Visier des Killers – David Tennant als Cale Erendreich
- 2019: Once Upon a Time in Hollywood – Luke Perry als Wayne Maunder
- 2020: The Gentlemen – Jeremy Strong als Matthew Berger
- 2021: Army of the Dead – Hiroyuki Sanada als Bly Tanaka
- 2021: Georgetown – Christoph Waltz als Ulrich Mott

### Serien
- 1993–1998: Dr. Quinn – Ärztin aus Leidenschaft – Joe Lando als Byron Sully
- 2003–2017: Cosmo & Wanda – Wenn Elfen helfen – Carlos Alazraqui als Denzel Crocker
- 2004–2007: The Guardian – Retter mit Herz – Simon Baker als Nick Fallin
- 2005–2009: Stargate Atlantis – Joe Flanigan als Major/Lt. Colonel John Sheppard
- 2007: Desperate Housewives – Patrick Malone als Detective Shrank
- 2008: Eli Stone – George Michael als George Michael
- 2008: Desperate Housewives – Tuc Watkins als Bob Hunter
- 2008–2009: Die Tudors – Jeremy Northam als Sir Thomas More
- 2008–2009: Spooks – Im Visier des MI5 – Matthew Macfadyen als Tom Quinn
- 2009: Ashes to Ashes – Zurück in die 80er – Matthew Macfadyen als Gil Holis
- 2009–2015: The Mentalist – Simon Baker als Patrick Jane
- 2011: Primeval – Rückkehr der Urzeitmonster – Alexander Siddig als Philip Burton
- 2011, 2016: Game of Thrones – Joseph Mawle als Benjen Stark
- 2013–2016: Ripper Street – Matthew Macfadyen als Det. Insp. Edmund Reid
- 2015–2016: iZombie – Steven Weber als Vaughn Du Clark
- 2015–2019: The Man in the High Castle – Rufus Sewell als SS-Obergruppenführer John Smith
- 2016–2023: Billions – David Costabile als Mike „Wags“ Wagner
- 2017: Prison Break – Waleed Zuaiter als Mohammad El Tunis (Episode 5x02)
- 2018–2022: Better Call Saul – Tony Dalton als Don Eduardo „Lalo“ Salamanca
- 2019: The Affair – Claes Bang als Sasha
- 2019–2022: After Life – Ricky Gervais als Tony Johnson
- 2020: Dracula – Claes Bang als Graf Dracula
- 2021: Paris Police 1900 – Yann Collette als Graf Sabran de Pontevès

## Theater
- 1984: „Einzeln“ (UA), Erika Prahl, Rolle: Der junge Künstler, Regie: Erika Prahl, Modernes Theater in München
- 1985: „Der Streit“, Pierre Carlet de Marivaux, Rolle, Azor, Regie: Franz Kasperski, TIK Theater München
- 1989: „Cymbelin“, William Shakespeare, Rolle: Jacimo, Regie: Andreas Seyferth
- 1990: „La double Innconstance“, Pierre Carlet de Marivaux, Rolle: Arlequin, Regie: Andreas Seyferth
- 1991: „Mit dem Feuer spielen“, August Strindberg, Rolle: Axel, Regie: Eos Schopohl
- 1993: „Die Rassen“, Ferdinand Bruckner, Rolle: Karlaner, Regie: Eos Schopohl, Theater Fisch und Plastik München
- 1994: „The Real Inspector Hound“, Rolle:, Regie: Andreas Günther, Prinzregententheater München
- 1995: „Don Juan kommt aus dem Krieg“, Ödön von Horváth, Rolle: Don Juan, Regie: Eos Schopohl, Theater in der Reithalle München
- 1995: „Himmelwärts“, Ödön von Horváth, Rolle: Der Teufel, Regie: Andreas Günther, Prinzregententheater München
- 1999: „Fräulein Julie“, August Strindberg, Rolle: Jean, Regie: Urs Schaub, Theater Dortmund
- 1999: „Betrogen“, Harold Pinter, Rolle: Robert, Regie: Heinz Kreidl, Theater Dortmund
- 2000: „Zur schönen Aussicht“, Ödön von Horváth, Rolle: Strasser, Regie: Heinz Kreidl, Theater Dortmund
- 2000: „Trommeln in der Nacht“, Bertolt Brecht, Rolle: Murk, Regie: Uwe Hergenröder, Theater Dortmund
- 2000: „Nach dem Regen“, Sergi Belbel, Rolle: Verwaltungschef, Regie: Karin Bares, Theater Dortmund
- 2000: „Arsen und Spitzenhäubchen“, Joseph Kesselring, Rolle: Mortimer, Regie: Michael Gruner, Theater Dortmund
- 2001: „Dinner Für Spinner“, Francis Veber, Rolle: Pierre Brochant, Regie: Harald Demmer, Theater Dortmund
- 2001: „In einem Jahr mit dreizehn Monden“, Rainer Werner Fassbinder, Rolle: Christoph, Regie: Thomas Krupa, Theater Dortmund
- 2002: „Käthchen von Heilbronn“, Heinrich von Kleist, Rolle: Graf Freiburg, Regie: Michael Gruner, Theater Dortmund
- 2002: „Nora“, Henrik Ibsen, Rolle: Kreogstad, Regie: Michael Gruner, Theater Dortmund
- 2002: „Dracula“, Hermann Schmidt-Rahmer, Rolle: Quincy Kurzweel, Regie: Hermann Schmidt-Rahmer, Theater Dortmund
- 2002: „Die Physiker“, Friedrich Dürrenmatt, Rolle: Sir Isaak Newton, Regie: Michael Gruner, Theater Dortmund
- 2003: „Taking Sides“ (Der Fall Furtwängler), Rolle: Steve Arnold, Regie: Michael Gruner, Theater Dortmund
- 2003: „Beauty Queen von Leenane“, Martin McDonagh, Rolle: Pato, Regie: Philipp Preuß, Theater Dortmund
- 2004: „Tabula Rasa“, Carl Sternheim, Rolle: Ständer, Regie: Michael Gruner, Theater Dortmund
- 2005: „Imago“, Ulrich Hub, Rolle: Er, Regie: Michael Gruner, Theater Dortmund
- 2012: „Schachnovelle“, Stefan Zweig, Rolle: Bertram, Regie: Karin Bares, Kleines Theater Berlin
- 2013: „Hamlet der Osterhase“, Fritz von Herzmanovsky-Orlando, Rolle: Jaruschnik, Regie: Susanne Lietzow, Schloß Damtschach
- 2013: „Das fliehende Pferd“, Martin Walser, Rolle: Helmut, Regie: Karin Bares, Kleines Theater Berlin
- 2014: „Der Sturm“, William Shakespeare, Rolle: Antonio, Stephano, Regie: Susanne Lietzow, Theater Phönix Linz
- 2016: „Zur schönen Aussicht“, Ödön von Horváth, Rolle: Müller, Regie: Susanne Lietzow, Staatsschauspiel Dresden
- 2022: „Monster und Margarete“, Thomas Arzt, Rolle: Karl, Regie: Susanne Lietzow, Tiroler Volksschauspiele, Telfs

## Hörbuch
- 2007: Piraten, Verlag DAV, 70 Min.
- 2007: Piraten-Schrecken der Meere, Verlag DAV, 70Min.
- 2012: Helmut Schmidt, Giovanni di Lorenzo: Auf eine Zigarette mit Helmut Schmidt, gesprochen von Hanns Zischler und Marcus Off. Der Audio Verlag, Berlin 2012. 3 CD, 225 min.
- 2012: Helmut Schmidt, Giovanni di Lorenzo: Verstehen sie das Herr Schmidt, gesprochen von Hanns Zischler und Marcus Off. Der Audio Verlag,
- 2013: Fluch der Karibik 1,Verlag Kiddinx
- 2013: Fluch der Karibik 2,Verlag Kiddinx
- 2014: Der Teufel von St.James, Chronicles 3
- 2014: Der Werwolf, Sherlock Holmes Chronicles 4
- 2014:Die Nacht der schwarzen Fledermaus
- 2015: Minions, Verlag Karrussel, 1Stunde
- 2015: Mandolas, Takimo
- 2016 Symbolon, Takimo
- 2017: Elementare, Takimo
- 2019: The Cruise 1 und 2
- 2020: Die geweihten des Totengottes, Das schwarze Auge 3, Verlag Highscore Music
- 2020: Verschwörung am Hofe, Das schwarze Auge 4
- 2020: Der Safe mit dem Rätselschloß, Edgar Wallace III
- 2020: Kampf um die Macht, Verlag Winterzeit

## Auszeichnungen
- 2017: Deutscher Schauspielpreis in der Kategorie Starker Einsatz